# Arts marcials d'Okinawa

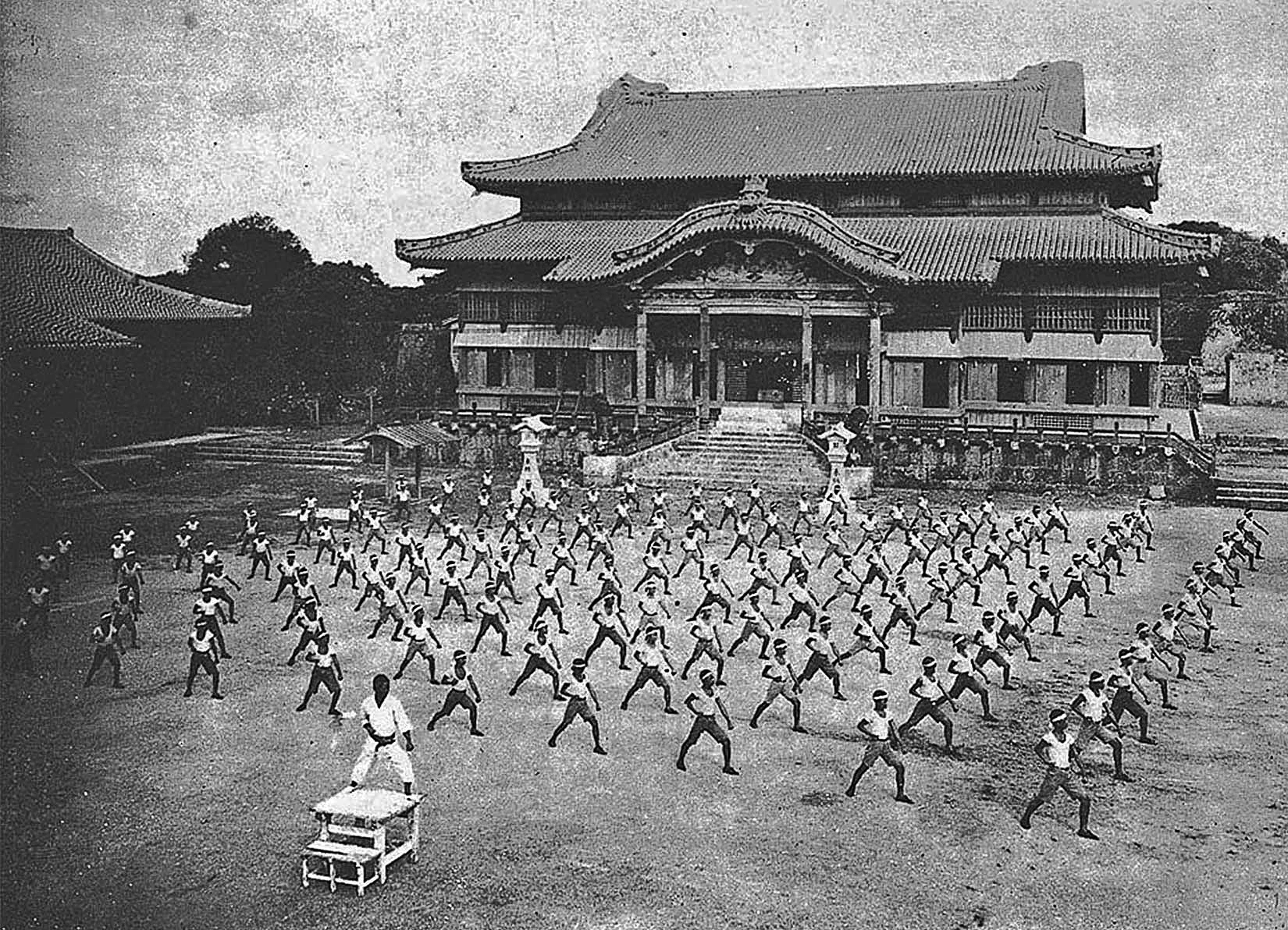
Entrenament de karate amb el sensei Shinpan Gusukuma davant al castell Shuri c.1938, Prefectura d'Okinawa, Japan.

Les arts marcials d'Okinawa són aquells estils de lluita que es van originar a l'illa d'Okinawa, actualment part del Japó. D'aquestes arts macials es va acabar desenvolupant: el karate, el kobudo i el tegumi.
Donava la seva situació geogràfica, Okinawa va ser influenciada tant per la Xina com pel Japó. Desenvolupant un estil de lluita pròpia parlant d'altres.
Hi havia tres estils diferents: Shuri-te, Tomari-te i Naha-te. Tenien el nom de la ciutat on s'havien desenvolupat.

## Shuri-te
Importants mestres del Shuri-te:
- Sakukawa Kanga
- Matsumura Sōkon
- Itosu Ankō
- Asato Ankō
- Chōyū Motobu
- Motobu Chōki
- Yabu Kentsū
- Chōmo Hanashiro
- Funakoshi Gichin
- Kyan Chōtoku
- Chibana Chōshin
- Mabuni Kenwa
- Tōyama Kanken
- Tatsuo Shimabuku

Katas importants:
- Naihanchi
- Pinan
- Kūsankū
- Passai
- Jion
- Jitte

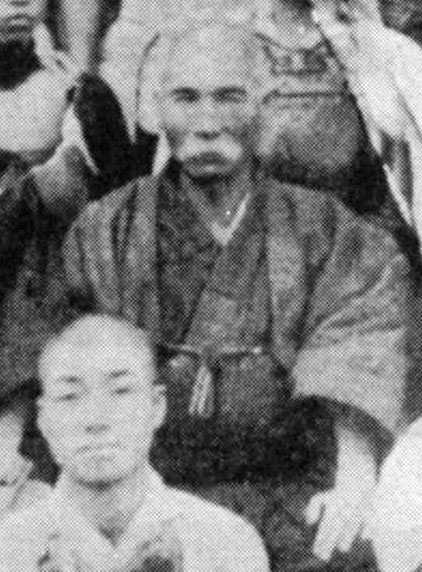
Ankō Itosu, Anomenat l'avui del karate modern.

Del shuri-te van derivar aquests estils de karate: Shōtōkan-ryū, Shōtōkai, Wadō-ryū, Shitō-ryū, Motobu-ryū, Shuri-ryū, Shōrin-ryū, Shudokan, Keishinkan, i Shōrinji-ryū.

## Tomari-te
Importants mestres del Tomari-te:
- Matsumora Kōsaku
- Oyadomari Kokan
- Yamazato Gikei
- Motobu Chōki
- Kyan Chōtoku

Katas importants:
- Naihanchi (Koshiki)
- Rōhai
- Tomari Passai
- Wankan
- Wanshū

Del tomari-te van derivar aquests estils de karate: Motobu-ryū, Matsubayashi-ryu, Shōrinji-ryū, Gohaku-Kai and Matsumora-ryū Kōtokukai.

## Naha-te
Importants mestres del Naha-te:
- Kogusuku Isei
- Maezato Ranhō
- Arakaki Seishō
- Higaonna Kanryō
- Miyagi Chōjun
- Kyoda Jūhatsu
- Mabuni Kenwa

Katas importants:
- Sanchin
- Saifā
- Seienchin
- Shisōchin
- Seipai
- Seisan

Del naha-te van derivar aquests estils de karate: Gōjū-ryū, Tōon-ryū (desenvolupat per estudiant de Higaonna Kanryō), Kogusuku-ryū, i altres.